# Radibor
Radibor (hornolužickosrbsky Radwor) je obec v německé spolkové zemi Sasko. Nachází se v zemském okrese Budyšín v Horní Lužici a od Budyšína je vzdálená asi 10 km severním směrem. Ves samotná má asi 650 obyvatel, celá obec včetně místních částí má přibližně 3 100 obyvatel. Velkou většinu obyvatelstva tvoří Lužičtí Srbové, uchovávající si svou kulturu a jazyk.

## Historie
Ves se poprvé připomíná v roce 1221 jako Ratibor. Z té doby také pochází nejstarší místní sakrální památka - původní farní kostel, zvaný dnes stara cyrkej nebo cyrkwička, nacházející se u návsi v sousedství místního zámečku. Po vystavění nového pseudorománského farního kostela byla část starého kostela ubourána a dodnes se zachoval pouze presbytář se sakristií, upravený na kapli. Přes pokusy místní vrchnosti zůstali obyvatelé v době reformace většinou katolíky. Roku 1888 byl postaven dnešní farní kostel Panny Marie Růžencové, jehož věž je dominantou vsi i širokého okolí.

## Správní členění
Radibor se dělí na 24 místních částí.
- Bornitz
- Brohna
- Camina
- Cölln
- Droben
- Großbrösern
- Grünbusch
- Kleinbrösern
- Lippitsch
- Lomske
- Luppa
- Luppedubrau
- Luttowitz
- Merka
- Milkel
- Milkwitz
- Neu-Bornitz
- Neu-Brohna
- Quoos
- Radibor
- Schwarzadler
- Strohschütz
- Teicha
- Wessel

## Školství
V obci existuje základní a střední škola s lužickosrbským vyučovacím jazykem.

## Pamětihodnosti
- Kostel Panny Marie Růžencové z konce 19. století
- "stara cyrkej" - původní gotický farní kostelík (dochován presbytář a sakristie)
- hřbitovní kostelík sv. Kříže
- rodný dům blah. Alojse Andrického
- barokní zámeček na místě původní tvrze

## Osobnosti
- Beno Pětr Šołta (1851–1908) – rodák, římskokatolický kněz
- Jakub Lorenc-Zalěski (1874–1939) – spisovatel
- Michał Nawka (1885–1968) – spisovatel, překladatel, publicista a učitel
- Marja Grólmusec (1896–1944) – publicistka, oběť nacismu
- Alojs Andricki (1914–1943) – rodák, římskokatolický kněz, oběť nacismu, v roce 2011 beatifikovaný († 1943 v Dachau)
- Cyril Kola (* 1927) – rodák, spisovatel, dramatik a literární kritik